# Feminismo global
El feminismo global es una teoría feminista  estrechamente alineada con el feminismo postcolonial. Como movimiento se preocupa por el avance de los derechos de las mujeres a escala global.  A través del legado del colonialismo, el feminismo global adopta causas globales o movimientos que buscan desmantelar estructuras presentes en el patriarcado global. El feminismo global es también sabido como Feminismo Mundial, y Feminismo Internacional.
Dos ejemplos históricos de procesos globales que podrían ser usados para exponer las estructuras patriarcales en el trabajo o en sociedades colonizadas pueden ser la España medieval (entre los siglos XI y XII) y la Cuba del siglo XIX. El primer ejemplo refieren a comunidades de mujeres mudéjares, en la España islámica y los códigos sexuales estrictos a través de los que su actividad social estuvo regulada. Las mujeres mudéjares podían ser vendidas como esclavas si habían tenido actividad sexual con un hombre cristiano; como medida para escapar del castigo del Sunna, o ley islámica. Debido a su doble papel las mujeres mudéjares, en primer lugar por preservar el honor familiar y en segundo lugar por “el estatus y género adquirido” “las mujeres mudéjares padecieron doblemente el peligro en entornos sexuales con cristianos [en España].”
La Cuba del siglo XIX puede ser considera un ejemplo de colonialismo y el neocolonialismo y como una sociedad esclavizada afecta de manera directa la vida de las mujeres bajo la lógica del patriarcado, donde Cuba “siguió siendo una colonia española, mientras soportaba una relación neocolonial con los Estados Unidos .” La Habana, una ciudad caracterizada por la “ausencia de la forma femenina,” tuvo, “de todas las grandes ciudades del oeste…las restricciones sociales femeninas más estrictas de su población.” Las mujeres cubanas de clase alta eran un recordatorio visual constante “ de la separación entre la sociedad blanca de élite y las personas de color a las que gobernaban."

## La maternidad transnacional
La lucha para alcanzar la autonomía individual, y la difuminación de la esfera privada y pública de la mano de obra son preocupaciones adicionales a la mayor preocupación de las mujeres migrantes: el derecho a la maternidad. El fenómeno de la maternidad en un tiempo transnacional y contemporáneo crea limitaciones estructurales para mujeres emigrantes. Empleadores abusivos no son el único problema que estas mujeres tienen que enfrentar, sino que hay asuntos estructurales con respecto al derecho a la maternidad en esta era transnacional. Es necesario poder atender los efectos de la globalización y el neoliberalismo sobre estas mujeres.
La globalización es un fenómeno que cambia constantemente y como resultado, favorece que mujeres del los países del Sur migren a los países del Norte para trabajar en empleos domésticos. El papel de la maternidad transnacional dentro del espectro neoliberal se ve afectada a través de la privación de los derechos de la mujer como ciudadanas, reduciendo los beneficios que perciben del trabajo y reduciendo al mínimo las obligaciones sociales, físicas etc. del Estado.  Las mujeres de los países del Tercero Mundo no se convierten en migrantes de manera voluntaria, lo hacen porque sus economías internas también han sido alteradas por las incursiones coloniales occidentales, propiciando que muchas deban abandonar sus raíces para trabajar como mano de obra no calificada; llenando los vacíos laborales en los países del norte. La maternidad transnacional es considerada como acuerdo para las partes implicadas.	
Maternidad, junto con la libertad reproductiva y el matrimonio, son derechos fundamentales de las mujeres violados por las naciones que justifican los servicios domésticos extranjeros, tanto como ver a las mujeres inmigrantes como amenaza en su nacionalismo. Las naciones crean un proceso de formación racial por el cual las mujeres de identidades y razas potencian la creación de jerarquías entre la ciudadanía. De acuerdo con el Darwinismo Social, los nativos creen que los inmigrantes del Tercer Mundo “no lo van a conseguir”,  por lo que las naciones tratan de eliminar a quienes no encajan en la sociedad de clase alta o clase media mediante sistema como esterilización; p. ej.; las mujeres negras son identificadas como malas madres, inmorales, dominadas, sexualmente promiscuas, resultando en sus derechos reproductivos amenazados regulaciones específicas.